# Leandro Damião
Leandro Damião da Silva dos Santos, född 22 juli 1989, mer känd som Leandro Damião, är en brasiliansk fotbollsspelare (anfallare) som spelar för Kawasaki Frontale. Han har även representerat det brasilianska landslaget.

## Karriär
I december 2013 värvades Damião från Internacional av Santos, vilka han skrev på ett femårskontrakt med.